# L-310
La L-310, o Carretera de Tàrrega a Concabella, és una carretera antigament anomenada provincial, actualment gestionada per la Generalitat de Catalunya. La L correspon a la demarcació de Lleida. Discorre pels termes municipals de Tàrrega, a la comarca de l'Urgell, els Plans de Sió, Torrefeta i Florejacs i Guissona, a la de la Segarra.

## Tàrrega
La carretera arrenca de l'extrem nord del nucli de Tàrrega, en el nus de carreteres, de forma rectangular, que enllaça amb l'A-2 i la C-14. En surt cap al nord-est, fent diverses giragonses, fins a passar pel costat sud-est de la Figuerosa al cap de poc més de 5 quilòmetres. Continua cap al nord-est, i en 3 quilòmetres més arriba al costat nord-oest del poble de Riudovelles, per, al cap de poc, arribar a la fita quilomètrica 9, on acaba el seu recorregut pel terme de Tàrrega per entrar en el dels Plans de Sió, ja a la comarca de la Segarra.

## Els Plans de Sió
Poc després d'entrar en aquest terme, que travessa de sud-oest a nord-est, arriba al punt giratori on la L-310 es troba amb la L-303, que uneix Cervera amb Agramunt. Marcant una línia recta quasi perfecta, en quatre quilòmetres més arriba a un altre punt giratori, a ponent del poble de Concabella, on s'encreua amb les carreteres L-304 i L-324. La L-310 continua cap al nord-est, deixant a migdia el poble de Concabella, i poc després acaba el seu recorregut pels Plans de Sió i entra en terme de Torrefeta i Florejacs.

## Torrefeta i Florejacs
Al cap de poc més de dos quilòmetres, deixa al nord-oest el poble de Gra, que queda ran mateix de la carretera, i al cap d'un quilòmetre troba el trencall que per una pista rural asfaltada de 500 metres mena al poble de Sant Martí de la Morana. La L-310 continua cap al nord-est, en un quilòmetre més passa ran de la cruïlla d'on surt cap al nord-oest la pista rural asfaltada de 700 metres que mena al poble de la Morana, i al cap de 325 metres arriba al punt on troba el límit entre Torrefeta i Florejacs i Guissona.

## Guissona
De seguida que entra a Guissona troba el punt giratori en el qual es troba la cruïlla de la L-310 amb la L-311 i la L-313, que és a l'extrem sud-oest de la població de Guissona, en la qual acaba d'entrar aquesta carretera en 900 metres més, completant els seus 19,5 quilòmetres de recorregut en l'Avinguda de Tàrrega, a la Plaça de la Plana.